# Prunus argentea
Prunus argentea är en rosväxtart som först beskrevs av Jean-Baptiste de Lamarck, och fick sitt nu gällande namn av Alfred Rehder. Prunus argentea ingår i släktet prunusar, och familjen rosväxter. Utöver nominatformen finns också underarten P. a. elaeagnifolia.